# DHV
DHV est une organisation internationale de conseil et société d'ingénierie qui fournit des services dans les marchés de la construction et de l'industrie, les transports, les aéroports, l'aménagement du territoire, l'environnement et de l'eau. Elle a été fondée le 1er janvier 1917 par Adriaan Dwars, Arie Heederik et Bastiaan Verhey qui ont donné leur initiales.

## Siège
Le bureau de DHV se trouve sur l'avenue 1914 à Amersfoort.

## Études pour lamer de Wadden
En collaboration avec Imares et le bureau Hosper, DHV a élaboré un plan pour renforcer l'Afsluitdijk. Il ne s'agit pas de construire une nouvelle digue, mais un élargissement de "la digue verte" qui longe la digue elle-même, en laissant des marais salants recouverts à la montée des eaux. Août 2010, il a été annoncé que cette conception est préférée par le public.